# Спасская церковь (Соликамск)
Спасская церковь — памятник архитектуры конца XVII века расположенный в городе Соликамске, по адресу: улица 1 мая, дом 45. Наряду с церковью Архангела Михаила одна из двух сохранившихся церквей ансамбля, расположенного на месте бывшего городского кремля.

## Расположение
Спасская и Архангельская церкви расположены в историческом центре города в месте, где в древности располагался деревянный городской кремль, в пределах которого были деревянные же храмы. К моменту строительства кирпичных храмов центр города уже сместился к востоку и располагался в районе Троицкого собора. Особенность рельефа города в том, что он располагался на склоне, спускающемся к реке Усолке, поэтому даже городской кремль находился не на возвышенности, а на склоне, но между двух оврагов, прорезавший этот холм. В настоящее время эти овраги сгладились и малозаметны. Во время постройки эти церкви видимо играли существенную роль в облике города, но в настоящее время их обзор сильно затруднён современной застройкой.

## История

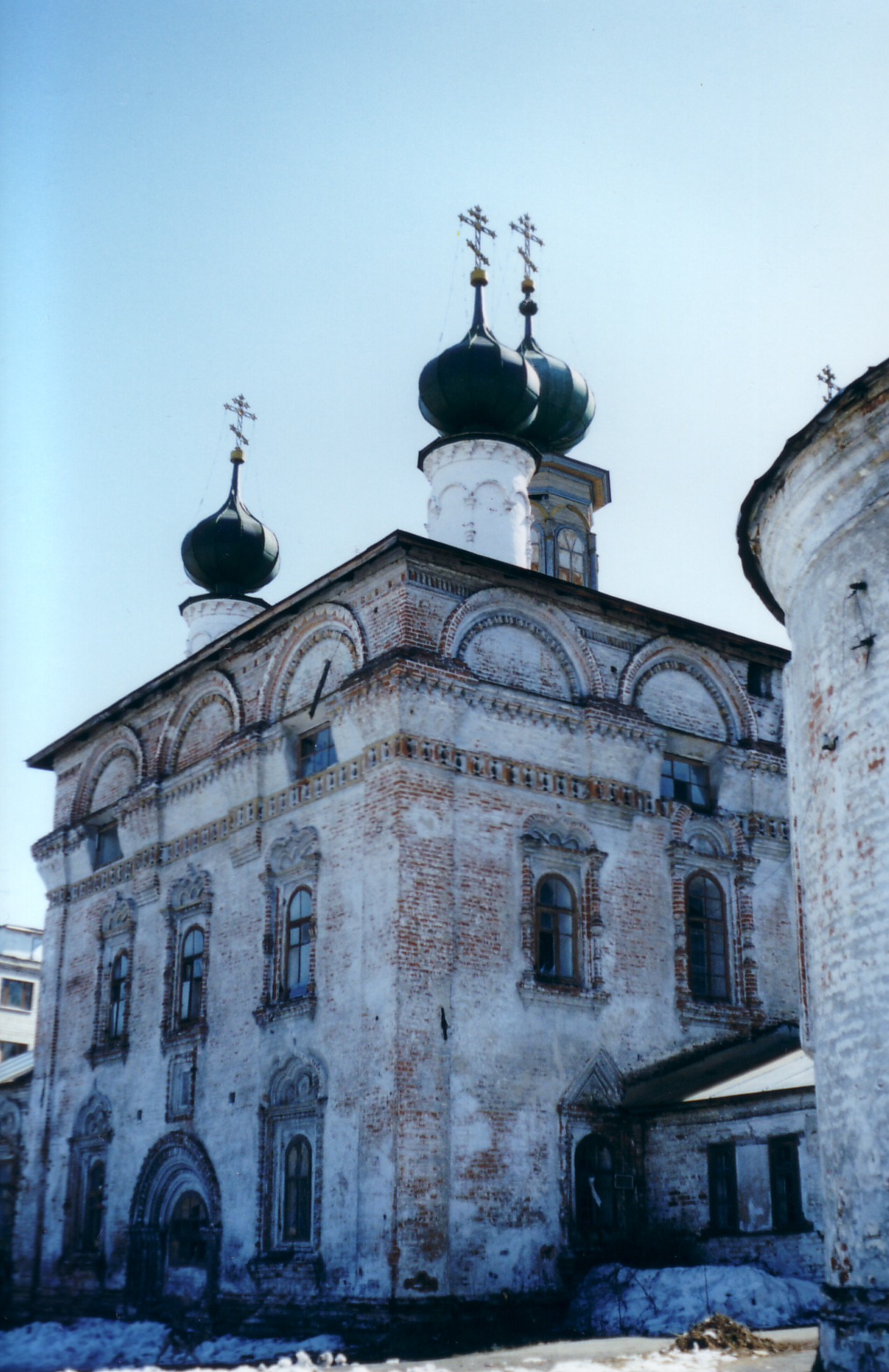
Спасская церковь до реставрации, 2003 год

Деревянные укрепления и стоявшие здесь ранее храмы были уничтожены пожаром в 1672 году. В это время город переживал период экономического подъёма, поэтому на месте сгоревшего города были воздвигнуты кирпичные храмы. Первым в 1689—1691 годах был выстроен летний Спасский храм, строительство его велось одновременно с Троицким собором и Богоявленской церковью.
В 1761 году был обновлён иконостас, иконы для него были выполнены местными мастерами — крестьянином Поликарпом Головиным и старостой этой церкви Петром Петелиным. До 1850 г. главки были крыты деревянным лемехом, который был заменён золоченым железом.
В этом храме перед революцией 1917 года служили священник Григорий Гаряев и диакон Александр Ипатов, убитые в сентябре 1918 г. Русская Православная Церковь прославила их как святых мучеников в 2000 году. В начале 1930-х годов церковь была закрыта, в ней размещался комитет ДОСААФ. В настоящее время Спасский храм является приходским, в нём возобновлены богослужения.

## Архитектура

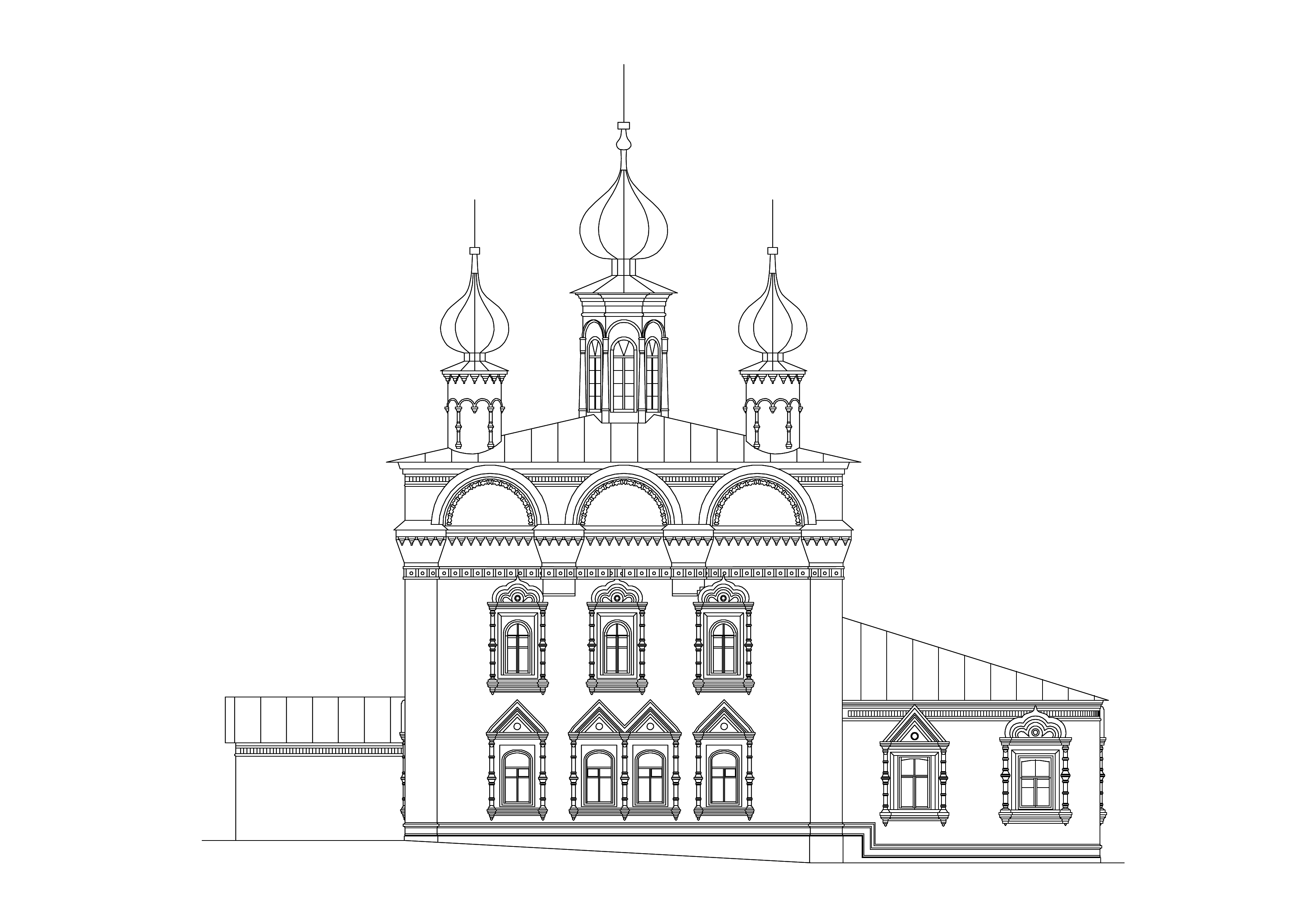
Чертёж Спасской церкви. Векторный файл в формате PDF.

Церковь имела два придела — Иоанна Богослова и Симеона Столпника. Пятиглавый двустолпный четверик храма вытянут в поперечном направлении, что придаёт ему некоторую грузность и тяжеловесность. Храм не имеет трапезной, алтарная часть состоит из трёх полукруглых абсид. Храм имеет два яруса окон, перекрыт коробовым сводом и имеет четырёхскатную кровлю. Пять небольших глав луковичной формы стоят на глухих барабанах.
Четверик храма имеет по углам широкие лопатки. Под свесами кровли расположены ложные закомары, по три — на узких северной и южной стенах, по четыре — на восточной и западной. Закомары были расписаны, росписи частично сохранились. На ровной поверхности стен выделяются узорные наличники окон. Алтарная часть выглядит слишком широкой из-за пропорций храма. Окна алтарной части также отделаны красивыми наличниками. Особенностью оформления алтаря является массивные фигурные полуколонки, разделяющие три алтарных части. Напрашивается некоторая ассоциация с колоннами крыльца Троицкой церкви, которая строилась одновременно.